# Lazare Escarguel
Lazare-Henri Escarguel (Rotièr, Aude, 23 de març de 1816 - 26 de maig de 1893) fou un polític i empresari periodístic occità, establert a la Catalunya del Nord, diputat a l'Assemblea Nacional Francesa i senador.

## Biografia
Treballava de moliner a Perpinyà i es va oposar a l'establiment del Segon Imperi Francès. En 1865 fou escollit conseller municipal de Perpinyà i en va ocupar l'alcaldia des de l'11 de setembre de 1870 fins al 1874. El 2 de juliol de 1871 fou elegit representant dels Pirineus Orientals a l'Assemblea Nacional Francesa, i va seure als bancs de l'oposició radical republicana. Fou reelegit diputat en 1876, 1877 (contra el coronel Falcon, per 13.235 vots contra 8.276) i 1881, i es va unir al grup de la Unió Republicana. Fou un dels 363 diputats que van refusar la confiança al govern de Broglie el 16 de maig de 1877. Fou senador dels Pirineus Orientals de 1882 a 1891. També fou escollit conseller del Consell General dels Pirineus Orientals pel cantó de Vinçà en 1871 i president del consell general en 1872 i 1873, i de 1877 a 1879.
Derrotat a les eleccions senatorials de 1891, es va retirar al seu mas de Rotièr i hi va morir d'una apoplexia el 26 de maig de 1893.
Lazare Escarguel fou membre fundador, accionista i administrador del diari L'Indépendant, reconstituït en 1868. Nomenat al consell d'administració el 23 d'agost de 1868, va conservar el càrrec fins a la seva dimissió en desembre de 1884. Francmaçó, fou iniciat el 12 de gener de 1866 a la lògia dels Amics de la Perfecta Unió a Perpinyà.